# Pusztaederics

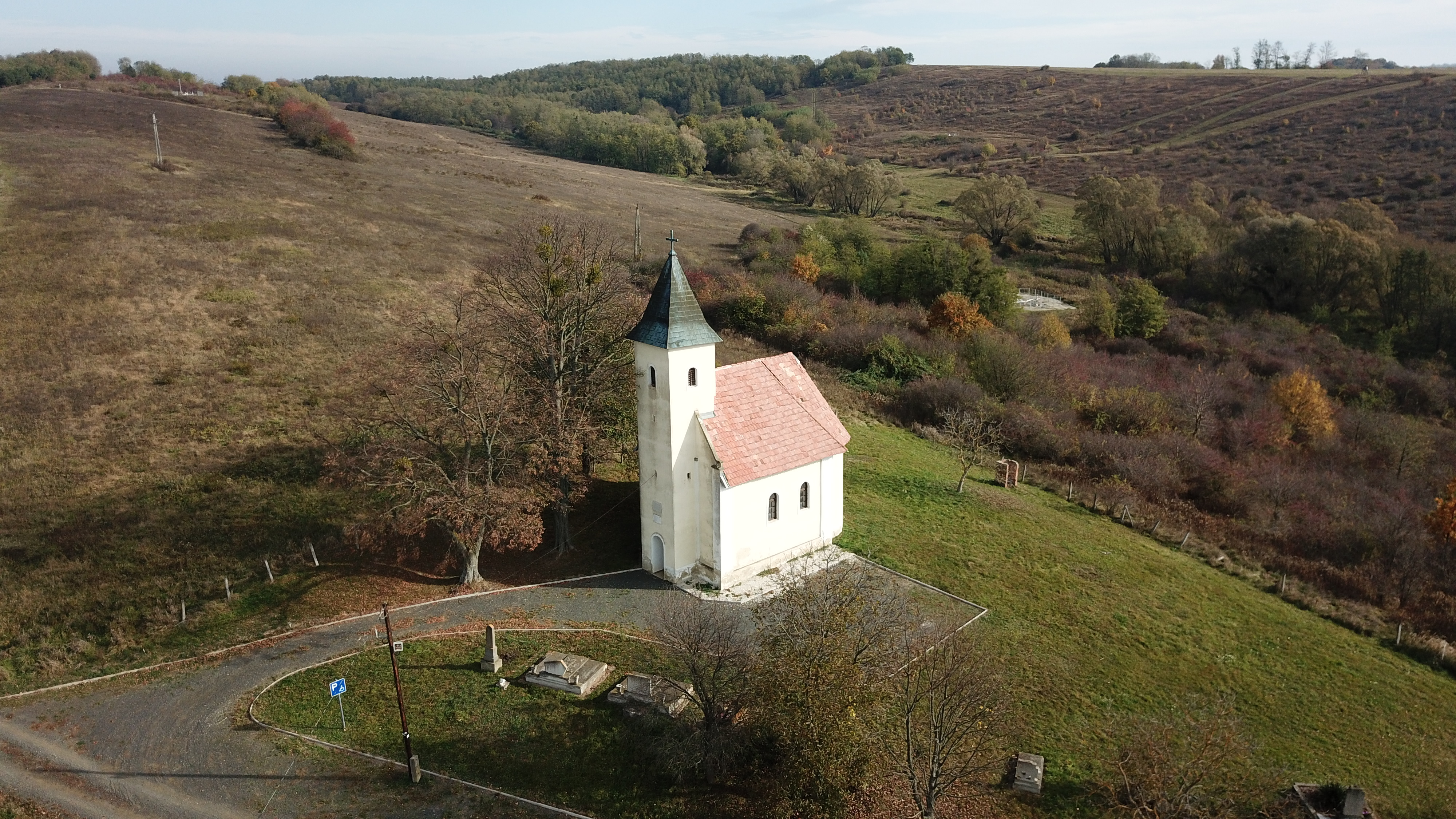
Az Őrangyalok kápolna Szompácspusztán

Pusztaederics község Zala vármegyében, a Zalaegerszegi járásban, a Zalai-dombság területén, a Göcsejben.

## Fekvése
A település Zalaegerszeg és Lenti között körülbelül félúton, a Zalai-dombságban, a Felső-Válicka patak völgyében található. Zsákfalunak tekinthető, közúton ugyanis csak Bak-Páka közti 7543-as útból Tófej déli szélén kiágazó 75 139-es úton érhető el. Határában található a Magyar Földgáztároló Zrt. föld alatti földgáztározója.

## Lakossága
Lakossága nem éri el a 200 főt. A népesség lassan fogyó és elöregedő. Vegyes vallású település, a lakosság 2/3-a római katolikus, 1/3-a evangélikus vallású. A falu mindössze két utcával rendelkező belterületének szerkezete egy T betűt formál. A faluhoz tartozó külterület Szompácspuszta, ahol hét család él.

## Története
A település első írásos említése – Edelych néven – 1241-ből való. Pusztaederics története a XIII. századig követhető nyomon, első írásos feljegyzések 1214-ből maradtak fenn.  A napjainkban műemlék kápolna, mely a Szompácsi falurész dombján áll, ez időben épült fel. Természetesen mai formája nem az eredeti állapotot tükrözi. Őrangyaloknak van felszentelve, a falu búcsúja is ehhez kötődik, szeptember első vasárnapja. Azóta ugyan az őrangyalok ünnep későbbre került át, de a búcsu időpontja megmaradt.
A falura korábban mezőgazdasági termelés volt jellemző, legeltetéses állattartás, illetve szántóföldi termelés, ugyancsak a szompácsi falurészben malom is volt. A téeszesítéssel, a gépesítéssel lassan lecsökkent  a földek megművelése, a kárpótlást követően pedig 
még rosszabb lett a helyzet.
A falut hatalmas zártkert veszi körül karéjban, a falu bevezető útjával párhuzamos  hegyhát jelenleg is jobban művelt, de a belső hegyrészen egyre szaporodnak az elhagyott területek. Ennek több oka van: egyrészt az idős emberek egyre nehezebben művelik meg a szőlőt, de súlyosabb probléma a hatalmas vadkár, ami a területeket veszélyezteti. Körben erdő vesz bennünket körül, rendszeresen folyik vadásztatás a területen, de a szaporulatot nem tudják a kilőtt vadakkal csökkenteni. A szarvasok itt legelésznek a kertjeinkben,  fényes nappal is rendszeresen találkozunk velük.
Északi irányú nyitottságunkat súlyozza az abból az irányból befolyó Berek patak, amely veszélyeztetettsége abban nyilvánul meg, hogy az óriási vízgyűjtő térben felgyülemlett csapadékot itt  képes kiönteni.   
A falu határában található az ország egyik legnagyobb gáztárolója  (1978-ban került kialakításra)  ahol több millió köbméter besűrített gáz van. Az objektum  két műszakban folyamatosan dolgozik,  modern, folyamatosan fejlesztik.

## Szénhidrogén-ipar
A falu területén 1951-ben létesítették az első földgázkutat, amikor a Hahót–kőolajmezőn a pusztaszentlászlói kőolajkutak hozamának csökkenése miatt nyugati irányban folytatták a kutatásokat. A Hahót–Ederics földgázmezőn, mely két, egymástól független alsópannon kori homokkő rétegben tárolta a földgázt, a kutatófúrásokat követően 1953-ban kezdődött el az ipari méretű földgáz-kitermelés. 1953-ban 38,4 millió m³ földgázt termeltek ki. A kitermelés 1958-ban érte el a csúcsot, abban az évben a Hahót–Ederics földgázmező éves hozama 46,8 millió m³ volt, majd ezt követően fokozatosan csökkent, a gázmező kezdeti 140 baros nyomása 30 barra csökkent. A gázmező az 1970-es évek elejére kimerült, 1973-ban beszüntették a földgázkitermelést. A bányászat két évtizede alatt 598,2 millió m³ földgázt hoztak a felszínre a mezőn létesített 20 aktív kútból.

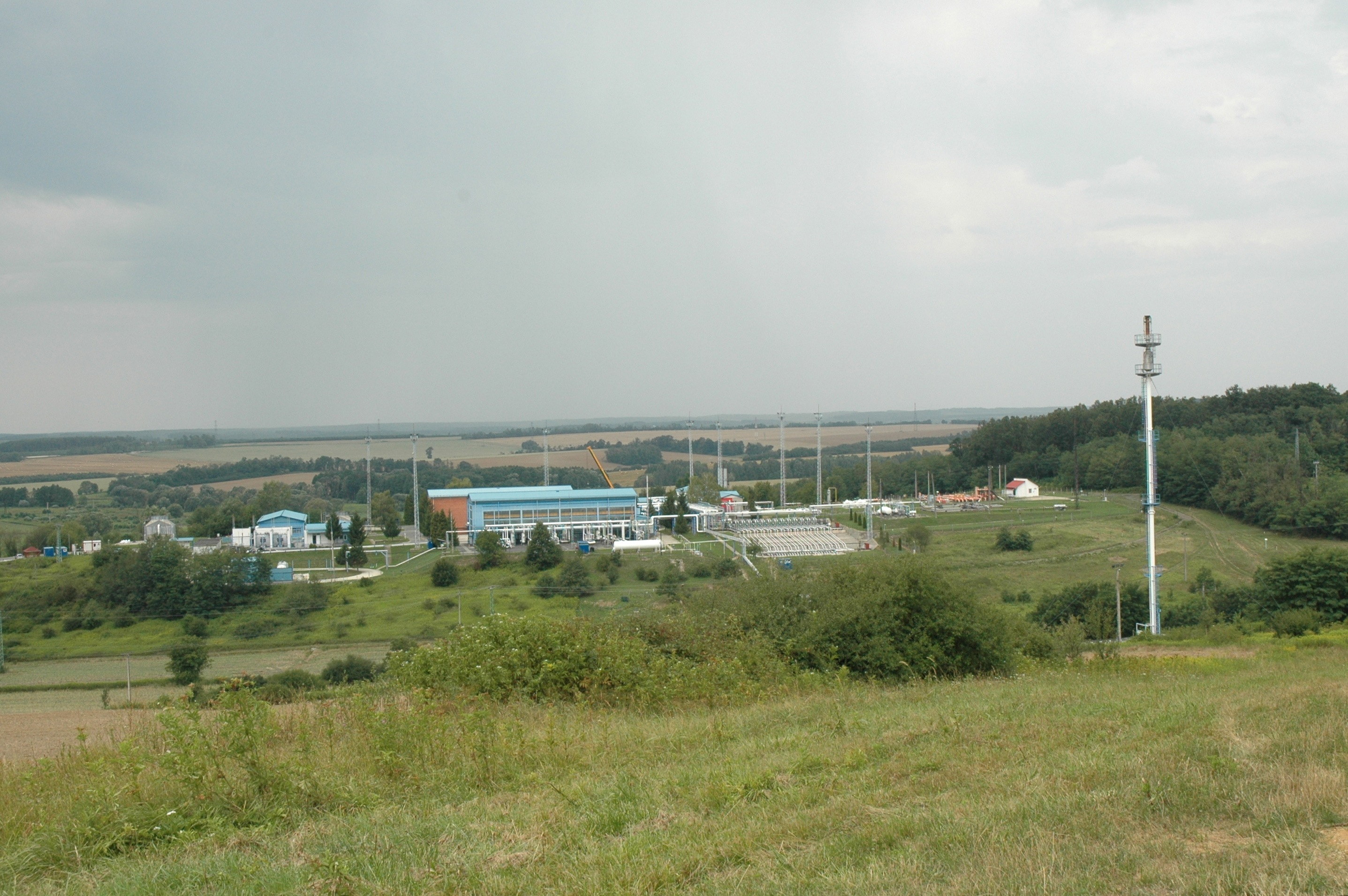
A pusztaedericsi föld alatti gáztározó felszíni létesítményei

Az 1970-es évek elején döntés született arról, hogy a kimerülő gázmezőn földalatti gáztározót létesítenek. 1972-ben öt korábbi gázkút felhasználásával kísérleti tárolást hajtottak végre. Ekkor kompresszor nélkül, csupán a távvezetéki nyomást felhasználva, 6,9 millió m³ földgázt sajtoltak a gáztároló rétegbe.
A gáztározó kiépítése három üzemben zajlott. Az első ütemben, 1972–1979 között 17 kutat vettek használatba a gáztározóhoz, ezek közül kettő új fúrású kút volt, a tározóhoz kezdetben a felső tároló réteget használták. Két gázelőkészítő egységet, valamint a besajtoláshoz két darab, villamos motor hajtású, Halberstadt gyártmányú dugattyús kompresszort telepítettek. A létesítményt 1978-ban nyitották meg. Az első ütem elkészülte után a gáztározó mobil kapacitása (teljes kinyerhető gázmennyiség) 130 millió m³, napi csúcskapacitása 0,9 millió m³ volt.
1982–1988 között került sor a második ütem kiépítésére, melynek során az alsó gáztároló réteget is bevonták a tározásba. További négy új kutat fúrtak, lecserélték a gázelőkészítő berendezéseket és egy további kompresszort telepítettek. Ezzel 230 millió m³-re növekedett a tározó kapacitása és 0,9 millió m³-re a napi kinyerhető maximális gázmennyiség.
A tározó az 1991–1992 között megvalósított harmadik ütemében további egy új kutat mélyítettek, illetve egy új gázelőkészítő egységet telepítettek, és kettő darab, az előzőekkel megegyező típusú és teljesítményű kompresszort építettek be. Ezzel a 32 kúttal (23 darab aktív termelő és besajtoló és 9 megfigyelő kút) rendelkező tározó névleges mobilgáz-kapacitása napjainkra 340 millió m³-re emelkedett. A napi kinyerhető gázmennyiség 2,9 millió m³. A tározó telepek nyomása feltöltöttségtől függően 60–150 bar. A földgáztároló napjainkban a Magyar Villamos Művek vállalathoz tartozik.

## Közélete

### Polgármesterei
- 1990–1994: Gál Lászlóné (független)[5]
- 1994–1998: Gál Lászlóné (független)[6]
- 1998–2002: Gál Lászlóné (független)[7]
- 2002–2006: Gál Lászlóné (független)[8]
- 2006–2010: Gál Lászlóné (független)[9]
- 2010–2014: Gál Lászlóné (független)[10]
- 2014–2019: Gál Lászlóné (független)[11]
- 2019–2024: Varga Béla (1980, független)[12]
- 2024– : Varga Béla (független) [1]

A településen a 2019. október 13-i önkormányzati választáson két jelölt indult teljesen azonos néven, ezért őket az illetékes szerv döntése alapján a születési évszámuk szerint különböztették meg a választási dokumentumokban. Igaz, hogy a polgármesteri posztért kettejük közül csak a fiatalabbik Varga Béla indult (sikeresen), de képviselőként az 1952-es születésű névrokona is mandátumot szerzett.

## Népesség
A település népességének változása:
| Lakosok száma | 166  | 170  | 180  | 166  | 162  | 157  | 165  |
|               | 2013 | 2014 | 2015 | 2021 | 2022 | 2023 | 2024 |

A 2011-es népszámlálás idején a nemzetiségi megoszlás a következő volt: magyar 99%. A lakosok 71,6%-a római katolikusnak, 11,7% evangélikusnak vallotta magát (14,2% nem nyilatkozott).
2022-ben a lakosság 91,4%-a vallotta magát magyarnak, 1,9% németnek, 2,5% egyéb, nem hazai nemzetiségűnek (7,4% nem nyilatkozott; a kettős identitások miatt a végösszeg nagyobb lehet 100%-nál). Vallásuk szerint 48,1% volt római katolikus, 7,4% evangélikus, 1,9% református, 1,9% egyéb keresztény, 3,1% egyéb katolikus, 0,6% felekezeten kívüli (37% nem válaszolt).

## Nevezetességei
- Őrangyalok templom – XIII. században épült kápolna a településhez tartozó Szompácspusztán.
- Kastélyépület – Hári Kálmán kisbirtokos egykori kúriája, ma közösségi ház, polgármesteri iroda, könyvtár, telekunyhó, kultúrterem, orvosi rendelő és ökumenikus imaterem található benne.

## Testvértelepülések
- Csíkszentlélek, Románia
- Bene, Ukrajna